# Alex Teixeira
Pour les articles homonymes, voir Teixeira.
Alex Teixeira Santos, né le 6 janvier 1990, est un footballeur brésilien. Il joue au poste de milieu offensif ou d'attaquant au Vasco da Gama.

## Biographie

### Carrière en club

#### Vasco da Gama (2008-2010)
Alex Teixeira entre dans le centre de formation de Vasco da Gama en 1999 à l'âge de 9 ans. Il devient vite surclassé dans les équipes jeunes du club avec les - 14 ans, - 15 ans et confirme son talent dans ces catégories. 
Dès 2006, Vasco reçoit une offre de Manchester United il est âgé de 16 ans mais son club formateur refuse l'offre du club anglais. Un an plus tard c'est autour du club de Chelsea FC de proposer une offre de 4M$ pour ce prodige, mais l'offre est toujours refusée par Vasco.
Après ces transferts avortés, début 2008 il rejoint l'équipe professionnelle de Vasco pour le compte du tournoi de Dubaï organisé en janvier. À la suite de ce tournoi, le président de Vasco fait signer Alex d'un contrat professionnel de cinq ans.

#### Chakhtar Donetsk (2010-2016)
Le 22 décembre 2009, il signe un contrat de cinq ans dans le club ukrainien du Chakhtar Donetsk pour 6 M€ , rejoignant ainsi six de ses compatriotes brésiliens : Fernandinho, Jádson, Ilsinho, Luiz Adriano, Willian et Leonardo.

#### Jiangsu Suning (2016-2021)
Le 4 février 2016, à la surprise générale, alors convoité en Premier League par Chelsea, Liverpool et aussi en France par le PSG notamment, il rejoint le club chinois du Jiangsu Suning pour 50 millions d'euros, où il touchera 10 millions d'euros par an et retrouvera son compatriote Ramires.

#### Besiktas (2021-2022)
Le 10 août 2021, il signe librement au  Beşiktaş JK .
Il marque son premier but le 28 août 2021 contre Fatih Karagumruk SK (1-0) .

### En équipe nationale
Après avoir participé aux compétitions continentales des - 15, - 17 et - 20 ans avec la sélection brésilienne, Il participe en 2007 à la Coupe du monde des moins de 17 ans et en 2009 à la Coupe du monde des moins de 20 ans, durant cette compétition il est élu deuxième meilleur joueur du tournoi.
Il marque trois buts lors du tournoi, dès le premier match contre le Costa Rica, puis marque un doublé en huitième de finale contre l'Uruguay. Malheureusement il rate un tir lors de la séance des tirs au but en finale contre le Ghana.

## Statistiques
| Saison                | Club                  | Championnat           | Championnat | Championnat | Coupe(s) nationale(s) | Coupe(s) nationale(s) | Supercoupe | Supercoupe | Compétition(s) continentale(s) | Compétition(s) continentale(s) | Compétition(s) continentale(s) | Ligue régionale | Ligue régionale | Total | Total |
| Saison                | Club                  | Division              | M.          | B.          | M.                    | B.                    | M.         | B.         | Comp.                          | M.                             | B.                             | M.              | B.              | M.    | B.    |
| 2008                  | Vasco da Gama         | Série A               | 29          | 5           | 7                     | 1                     | -          | -          | CS                             | 2                              | 0                              | 17              | 2               | 55    | 8     |
| 2009                  | Vasco da Gama         | Série A               | 22          | 5           | 3                     | 0                     | -          | -          | -                              | -                              | -                              | 12              | 3               | 37    | 8     |
| Sous-total            | Sous-total            | Sous-total            | 51          | 10          | 10                    | 1                     | -          | -          | -                              | 2                              | 0                              | 29              | 5               | 92    | 16    |
| 2009-2010             | Chakhtar Donetsk      | Premier-Liga          | 3           | 0           | -                     | -                     | -          | -          | -                              | -                              | -                              | -               | -               | 3     | 0     |
| 2010-2011             | Chakhtar Donetsk      | Premier-Liga          | 26          | 5           | 4                     | 1                     | 1          | 0          | C1                             | 8                              | 0                              | -               | -               | 39    | 6     |
| 2011-2012             | Chakhtar Donetsk      | Premier-Liga          | 26          | 7           | 5                     | 3                     | 1          | 0          | C1                             | 5                              | 0                              | -               | -               | 37    | 10    |
| 2012-2013             | Chakhtar Donetsk      | Premier-Liga          | 27          | 10          | 5                     | 4                     | 1          | 0          | C1                             | 8                              | 2                              | -               | -               | 41    | 16    |
| 2013-2014             | Chakhtar Donetsk      | Premier-Liga          | 27          | 6           | 4                     | 0                     | 1          | 0          | C1+C3                          | 6+2                            | 3+0                            | -               | -               | 40    | 9     |
| 2014-2015             | Chakhtar Donetsk      | Premier-Liga          | 22          | 17          | 7                     | 2                     | -          | -          | C1                             | 8                              | 3                              | -               | -               | 37    | 22    |
| 2015-2016             | Chakhtar Donetsk      | Premier-Liga          | 15          | 22          | -                     | -                     | 1          | 0          | C1                             | 10                             | 4                              | -               | -               | 26    | 26    |
| Sous-total            | Sous-total            | Sous-total            | 146         | 67          | 25                    | 10                    | 5          | 0          | -                              | 47                             | 12                             | -               | -               | 223   | 89    |
| 2016                  | Jiangsu Suning        | CSL                   | 28          | 11          | 7                     | 6                     | 1          | 0          | ACL                            | 6                              | 2                              | -               | -               | 42    | 19    |
| 2017                  | Jiangsu Suning        | CSL                   | 19          | 8           | 2                     | 0                     | 1          | 0          | ACL                            | 7                              | 3                              | -               | -               | 29    | 11    |
| 2018                  | Jiangsu Suning        | CSL                   | 28          | 13          | 3                     | 2                     | -          | -          | -                              | -                              | -                              | -               | -               | 31    | 15    |
| 2019                  | Jiangsu Suning        | CSL                   | 23          | 15          | 1                     | 0                     | -          | -          | -                              | -                              | -                              | -               | -               | 24    | 15    |
| Sous-total            | Sous-total            | Sous-total            | 98          | 47          | 13                    | 8                     | 2          | 0          | -                              | 13                             | 5                              | -               | -               | 126   | 60    |
| Total sur la carrière | Total sur la carrière | Total sur la carrière | 295         | 124         | 48                    | 19                    | 7          | 0          | -                              | 62                             | 17                             | 29              | 5               | 441   | 165   |

## Palmarès

### En sélection nationale
| - Brésil - 15 ans - Championnat sud-américain - 15 ans - Vainqueur : 2005. |  | - Brésil - 17 ans - Championnat sud-américain - 17 ans - Vainqueur : 2007. |  | - Brésil - 20 ans - Coupe du monde - 20 ans - Finaliste : 2009. |

### En club
| Vasco da Gama - Championnat du Brésil de deuxième division - Vainqueur : 2009. |  | Chakhtior Donetsk - Championnat d'Ukraine - Champion : 2010, 2011, 2012, 2013 et 2014. - Coupe d'Ukraine - Vainqueur : 2011, 2012 et 2013. - Supercoupe d'Ukraine - Vainqueur : 2010, 2012, 2013, 2014 et 2015. - Finaliste : 2011. |  | Jiangsu Suning - Championnat de Chine - Vainqueur : 2020 - Vice-Champion : 2016 - Coupe de Chine - Finaliste : 2016 - Supercoupe de Chine - Finaliste : 2016 et 2017 |

### Distinction personnelle
- 2009 : 2e meilleur joueur de la Coupe du monde des - 20 ans.
- Meilleur buteur du championnat d'Ukraine en 2015 (17 buts) et 2016 (22 buts).